# Nasu: Andalusia no natsu
Nasu: Andalusia no Natsu  (茄子 アンダルシアの夏 Nasu: Verano en Andalucía?) es un anime japonés del Madhouse, escrita y dirigida por Kitarō Kōsaka, colaborador habitual del Estudio Ghibli, en el año 2003.

## Argumento
Pepe Benengeli es un ciclista profesional español que compite en la Vuelta ciclista a España. Gregario del equipo PaoPao, Pepe no ha destacado hasta el momento en el pelotón, teniendo que hacer frente a la presión de los patrocinadores que se plantean su despido. A ello se une la boda de su hermano mayor, Ángel, con su exnovia Carmen en la penúltima etapa de la competición. Pepe decide que es el momento de esforzarse para triunfar y conseguir así el respeto de su equipo y familia.

## Reparto
- Yo Oizumi como Pepe Benengeli.
- Eiko Koike como Carmen Pascual y Domínguez.
- Hiroaki Hirata como Francisco.
- Masahiko Tanaka como Ciocci.
- Minoru Hirano como Hernández.
- Mitsumasa Daigo como Zulbarán.
- Rintarou Nishi como Pizarro.
- Seiji Sasaki como Zamenhoff.
- Toshio Kakei como Ángel Benengeli.
- Yuko Kaida como Mujer A.
- Yuzo Sato como Gilmore.

## Curiosidades
- Fue el primer anime japonés seleccionado para el Festival Internacional de Cine de Cannes.[1] También ha participado en otros festivales como el Big Apple Anime Festival[2] y  el Pusan International Film Festival.
- La música es de Toshiyuki Honda, compositor que trabajó junto a Katsuhiro Otomo en Metrópolis.
- El tema final es Jitensha Show uta (自転車ショー歌) de Kiyoshirou Imawano.
- El cumpleaños de Kitarō Kōsaka es el 28 de febrero, que coincide con el Día de Andalucía.

## Premios y nominaciones
Premios
- Tokyo Internacional Anime Fair, 2004
  - Mejor película anime, Nasu: Andalusia no natsu.[3]

## Secuela
La película cuenta con una secuela, Nasu: Suitcase no Wataridori, dirigida nuevamente por Kitarō Kōsaka y lanzada en formato OVA en octubre de 2007. 